# Mette Frederiksen

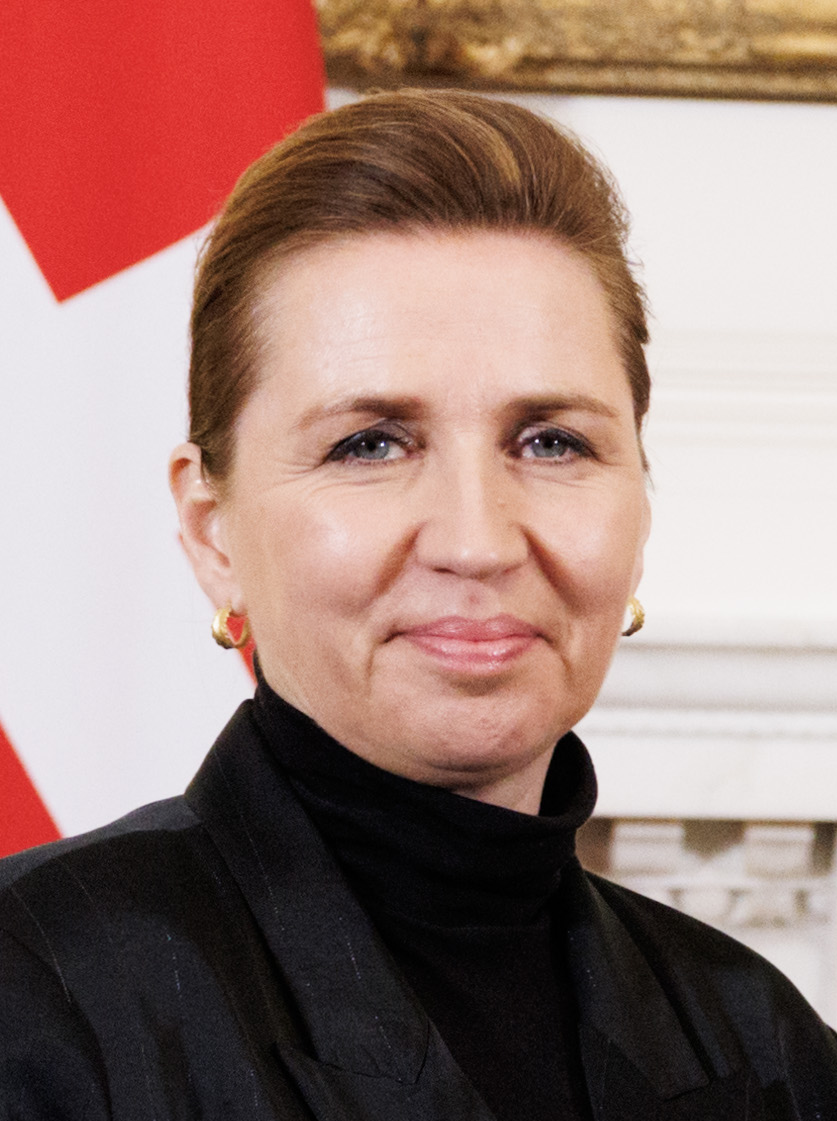
Mette Frederiksen (2025)

Mette Frederiksen (ˈmetə ˈfʁeðˀəʁeksn̩) (* 19. November 1977 in Aalborg) ist eine dänische Politikerin. Sie ist seit dem 28. Juni 2015 Vorsitzende der Socialdemokraterne und seit dem 27. Juni 2019 Ministerpräsidentin Dänemarks.

## Leben und Beruf
Frederiksen wuchs in ihrer Geburtsstadt Aalborg auf und entstammt einem „Elternhaus, das bereits in dritter Generation in der Arbeiterbewegung verankert war“; ihr Vater war Typograf, ihre Mutter Pädagogin. Nach dem Besuch der Byplanvejen Skole von 1983 bis 1993 besuchte sie bis 1996 das Aalborghus Gymnasium, an dem sie ihr Abitur ablegte. Anschließend begann sie ein Studium der Verwaltungs- und Sozialwissenschaften am Ålborg Universitetscenter. 
Noch während des Studiums bewarb sie sich 2000 um eine Parlamentskandidatur im Wahlkreis Ballerup, blieb jedoch erfolglos. Zwischen 2000 und 2001 war sie Jugendberaterin bei Landsorganisationen i Danmark (LO), dem Gewerkschaftsdachverband.
Sie hat aus ihrer ersten Ehe zwei Kinder und ist seit 2020 zum zweiten Mal verheiratet.

## Politische Laufbahn

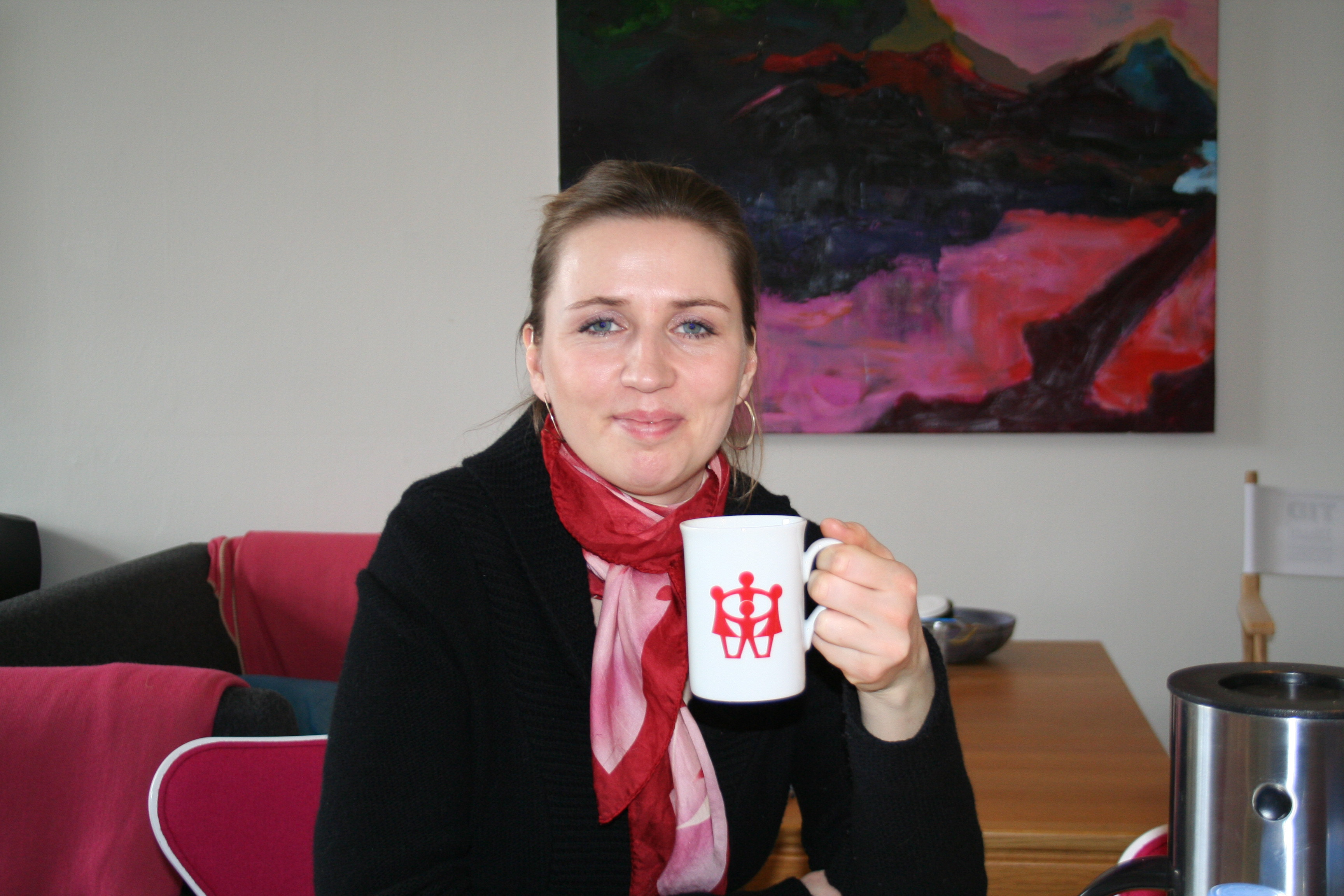
Frederiksen (2010)

### Abgeordnete und Ministerin (2001 bis 2015)
Bei der Folketingswahl 2001 wurde sie im Wahlkreis Københavns Amtskreds ins Folketing gewählt. 2002 wurde sie mit dem Nina-Bang-Preis ausgezeichnet. Während ihrer Parlamentszugehörigkeit war sie 2001 bis 2005 Sprecherin ihrer Partei für Kultur, Medien und Gleichstellung der Geschlechter sowie 2005 für Soziales und Mitglied des Sozialausschusses. 2005 wurde Mette Frederiksen außerdem Vizevorsitzende der Fraktion der Socialdemokraterne im Folketing. Zugleich schloss sie 2007 ihr Studium an der Universität Aalborg mit einem Bachelor ab.
Seit der Folketingswahl 2007 kandidiert sie im Wahlkreis Københavns Omegns Storkreds. Daneben absolvierte sie ein postgraduales Studium im Fach Afrikawissenschaften an der Universität Kopenhagen und beendete dieses 2009 mit einem Master. Im Mai 2010 geriet sie in die Kritik der Medien, als bekannt wurde, dass sie ihre Tochter an einer Privatschule und nicht an einer öffentlichen Schule angemeldet hatte. Zuvor hatte sie in der Vergangenheit bessergestellte Eltern scharf kritisiert, wenn die ihre Kinder in Privatschulen schickten.

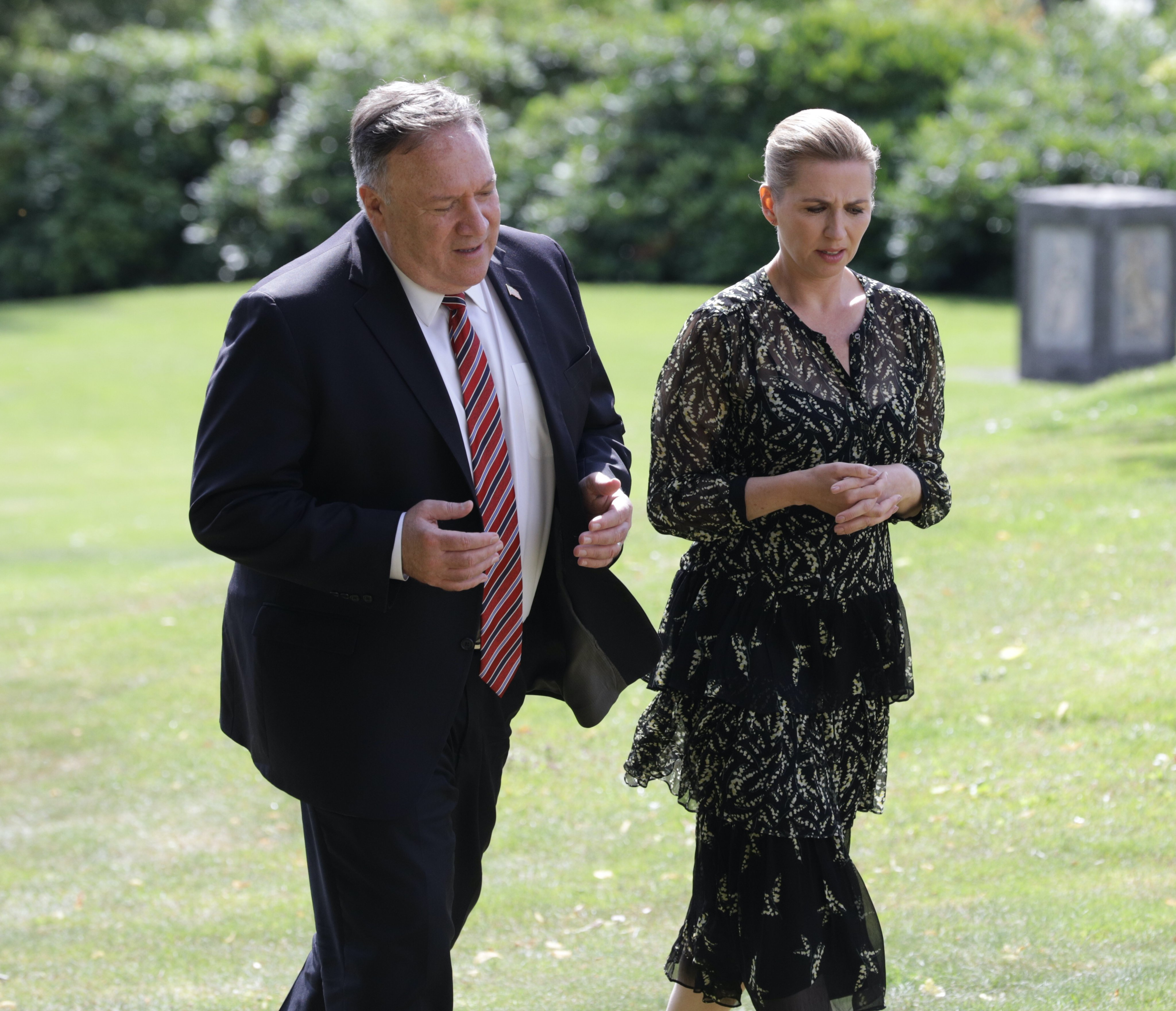
Mette Frederiksen mit dem damaligen US-amerikanischen Außenminister Mike Pompeo (Juli 2020)

Am 3. Oktober 2011 wurde sie Arbeitsministerin in der Regierung Thorning-Schmidt I. Dieses Amt hatte sie auch in der folgenden Regierung Thorning-Schmidt II inne, bis sie am 10. Oktober 2014 das Justizressort übernahm.

### Parteivorsitzende der Sozialdemokraten (seit 2015)
Nach dem Rücktritt von Helle Thorning-Schmidt infolge der Wahlniederlage bei der Folketingswahl 2015 nominierte der Parteivorstand Mette Frederiksen am 20. Juni 2015 für den Parteivorsitz. Schon am 28. Juni 2015 erfolgte ihre Wahl auf einem außerordentlichen Parteitag. Unter Frederiksens Führung ist eine Annäherung zwischen den Sozialdemokraten und der rechtspopulistischen Dänischen Volkspartei zu bemerken. Wie die Volkspartei verfolgt Frederiksen eine restriktive Einwanderungspolitik. Hingegen stand sie noch Anfang der 2000er-Jahre für eine offene Einwanderungspolitik. Frederiksen begründete ihr Umdenken damit, dass „75 Prozent aller Dänen für eine harte Ausländerpolitik“ seien. Mit einem linken Kurs wären somit keine Mehrheiten zu gewinnen. Im April 2021 entschied die Regierung Frederiksen, trotz des andauernden Bürgerkriegs syrische Flüchtlinge in ihr Heimatland abschieben zu lassen. Im Juni 2021 beschloss das dänische Parlament, den grundsätzlichen Anspruch Asylsuchender auf ein Prüfverfahren im dänischen Asylrecht abzuschaffen. Entgegen der Einwanderungs- und Asylpolitik steht Frederiksen für eine eher linke Arbeits- und Sozialpolitik; zu ihren politischen Positionen in diesem Bereich zählt unter anderem eine höhere Besteuerung großer Konzerne.

### Ministerpräsidentin (seit 2019)
Bei der Folketingswahl 2019 holte ihre Partei die meisten Stimmen. Seit dem 27. Juni 2019 leitet Frederiksen mit den Socialdemokraterne und den anderen Parteien des roten Blocks die Minderheitsregierung Frederiksen I.
Mit ihrer Reaktion auf die COVID-19-Pandemie in Dänemark erreichte sie in der Bevölkerung zeitweise Zustimmungswerte von über 80 %. Im Frühjahr 2021 erhielt Frederiksens seit dem Jahreswechsel verfolgter Kurs auch über Dänemark hinaus Zustimmung, vor allem für die Impfkampagne im Land. Nachdem in dänischen Nerzen im Herbst 2020 eine neue Virusvariante entdeckt worden war, ordnete Frederiksen die Keulung sämtlicher Nerze in Dänemark an, um die Verbreitung auf den Menschen zu verhindern. Im Nachhinein musste die Regierung jedoch einräumen, dass keine Rechtsgrundlage für diese Anordnung bestanden hatte, diese wurde erst nachträglich durch einen Parlamentsbeschluss geschaffen. Ein Untersuchungsausschuss des Folketings gelangte im Juni 2022 zu der gleichen Auffassung. Während der Arbeit der Kommission wurde Frederiksen dafür kritisiert, Textnachrichten aus dem Herbst 2020 gelöscht und damit dem Ausschuss vorenthalten zu haben. Für ihr Verhalten erhielt Frederiksen eine Parlamentsrüge. Zudem forderte die Partei Radikale Venstre, auf deren Stimmen die Regierung im Parlament angewiesen war, Neuwahlen; andernfalls müsse sich die Regierung einem Misstrauensvotum stellen. Am 5. Oktober 2022 kam Frederiksen dem nach und kündigte vorgezogene Neuwahlen für den 1. November 2022 an. Die von Frederiksen geführten Sozialdemokraten gingen als stärkste Kraft aus den Wahlen hervor. Am 15. Dezember 2022 wurde die neue Regierung vereidigt, die von den Sozialdemokraten unter Frederiksen sowie den liberalen Parteien Venstre und Moderaterne getragen wird.
Am 7. Juni 2024 griff ein 39-Jähriger polnischer Staatsbürger, der schon länger in Dänemark lebte und unter Drogen- und Alkoholeinfluss stand, Frederiksen im Zentrum von Kopenhagen an. Er versetzte ihr mit der Faust einen Schlag auf den Oberarm. Anschließend wurde der Angreifer von Personenschützern weggebracht. Der Schlag verursachte ein leichtes Schleudertrauma.

## Schriften
Als Mitautorin:
- Epostler, Gyldendal, Kopenhagen 2003, ISBN 87-02-02430-6.
- Fra kamp til kultur, Politiken Boger, Kopenhagen 2004, ISBN 87-567-7285-8.